# Francisco Mateucci
Francisco Mateucci, född den 16 maj 1903 (död, men oklart när) var en uruguayansk fotbollsdomare.
Mateucci var en av domarna som dömde matcher vid det första världsmästerskapet i fotboll 1930 i hans hemland Uruguay. Han dömde en match som huvuddomare, nämligen gruppspelsmatchen mellan Jugoslavien och Bolivia som slutade med en seger för Jugoslavien med 4-0. Han var med sina 27 år den yngste domaren under VM 1930.